# Oddinary
Oddinary è il sesto EP in lingua coreana (il nono in assoluto) della boy band sudcoreana Stray Kids, pubblicato nel 2022.

## Tracce
1. Venom (거미줄) – 3:15
2. Maniac – 3:02
3. Charmer – 3:08
4. Freeze (땡) – 2:58
5. Lonely St. – 2:44
6. Waiting for Us (피어난다; Bang Chan, Lee Know, Seungmin, I.N) – 3:39
7. Muddy Water (Changbin, Hyunjin, Han, Felix) – 3:17

## Formazione
- Bang Chan (3Racha)
- Changbin (3Racha)
- Han (3Racha)
- Lee Know
- Hyunjin
- Felix
- Seungmin
- I.N